# John Stones
John Stones (* 28. května 1994 Barnsley) je anglický profesionální fotbalista, který hraje na pozici středního obránce za anglický klub Manchester City FC a za anglický národní tým.

## Klubová kariéra

### Everton
Stones na konci ledna 2013 přestoupil z Barnsley do Evertonu, kde podepsal smlouvu na 5 a půl roku.
Do konce ročníku 2012/13 nastupoval za mládežnický výběr Evertonu do 21 let.
První půlku sezóny 2013/2014 sbíral ligové minuty pomalu – debut v Premier League si odbyl při vítězném domácím utkání proti Chelsea (1:1).
První start si připsal 1. ledna 2014 proti Stoke City (1:1), přičemž odehrál celé utkání.
Nastoupil i do dalšího utkání proti Norwichi (2:0), které také odehrál celé a obdržel v něm žlutou kartu.
V závěru sezóny se dokázal prosadit do základní jedenáctky, a to na postu středního obránce.
V sezóně 2014/15 odehrál v lize 23 zápasů a připsal si jeden gól, a to v zápase proti Manchesteru United, kdy zvyšoval na 2:0. V zápase se střelecky prosadil ještě jeho spoluhráči James McCarthy a Kevin Mirallas, a Everton tak vyhrál nad United o tři góly poprvé od roku 1984.
Část sezóny pak promeškal kvůli zranění.
Ačkoli o něj během léta v roce 2015 projevila zájem londýnská Chelsea, zůstal Stones v Evertonu.
V lize nastoupil do 33 utkání, zahrál si také v ligovém poháru a FA Cupu, v obou soutěžích se Everton dostal do semifinále, kde jej vyřadily týmy z Manchesteru.

### Manchester City
V létě 2016 jej koupil jiný anglický klub Manchester City, který za 22letého Stonese zaplatil Evertonu 47,5 milionu liber.
Stal se druhým nejdražším přestupem anglického fotbalisty (po Raheemu Sterlingovi) a druhým nejdražším přestupem obránce (po Davidu Luizovi) v historii.

## Reprezentační kariéra
Na seniorské úrovni se zúčastnil ME 2016 a MS 2018.

## Úspěchy
- Tým roku Premier League podle PFA – 2020/21[9]
- Nejlepší jedenáctka podle ESM – 2020/21[10]